# Шоффейе
Шоффейе́ (фр. Chauffayer, окс. Chaufaier) — коммуна во Франции, находится в регионе Прованс — Альпы — Лазурный Берег. Департамент коммуны — Верхние Альпы. Входит в состав кантона Сен-Фирмен. Округ коммуны — Гап.
Код INSEE коммуны — 05039.

## Население
Население коммуны на 2008 год составляло 385 человек.
| 1962 | 1968 | 1975 | 1982 | 1990 | 1999 | 2008 |
| ---- | ---- | ---- | ---- | ---- | ---- | ---- |
| 496  | 504  | 528  | 402  | 363  | 334  | 385  |

## Экономика
В 2007 году среди 220 человек в трудоспособном возрасте (15—64 лет) 163 были экономически активными, 57 — неактивными (показатель активности — 74,1 %, в 1999 году было 68,2 %). Из 163 активных работали 153 человека (88 мужчин и 65 женщин), безработных было 10 (3 мужчин и 7 женщин). Среди 57 неактивных 13 человек были учениками или студентами, 29 — пенсионерами, 15 были неактивными по другим причинам.

## Достопримечательности
- Приходская церковь XIX века, имеет богато украшенный интерьер.
- «Замок Эрбе» — укреплённый дом XIII века, рядом находится зоопарк.

## Фотогалерея

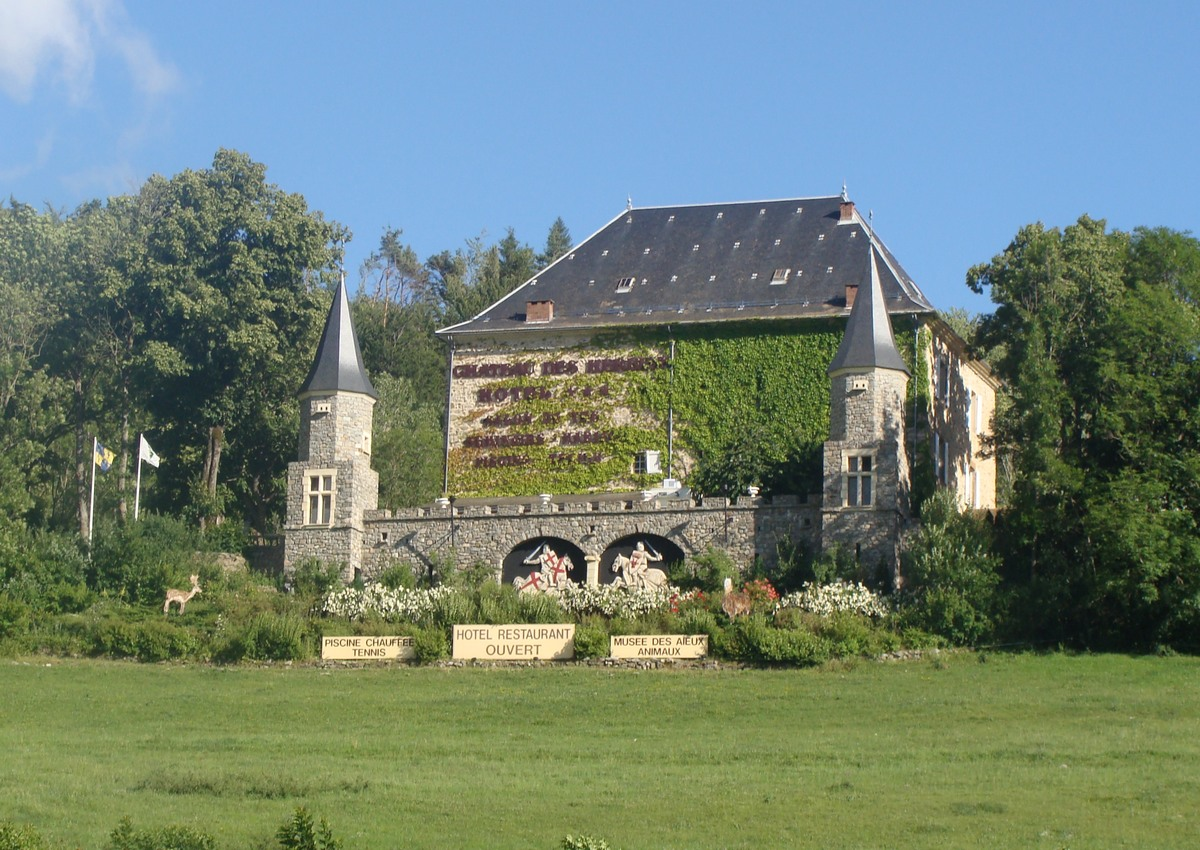
«Замок Эрбе»
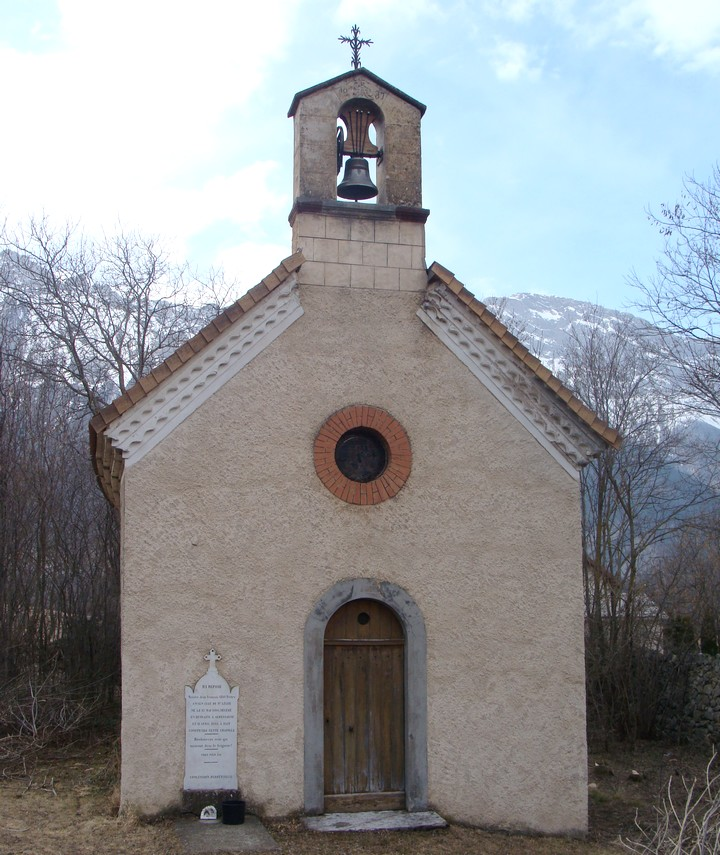
Часовня
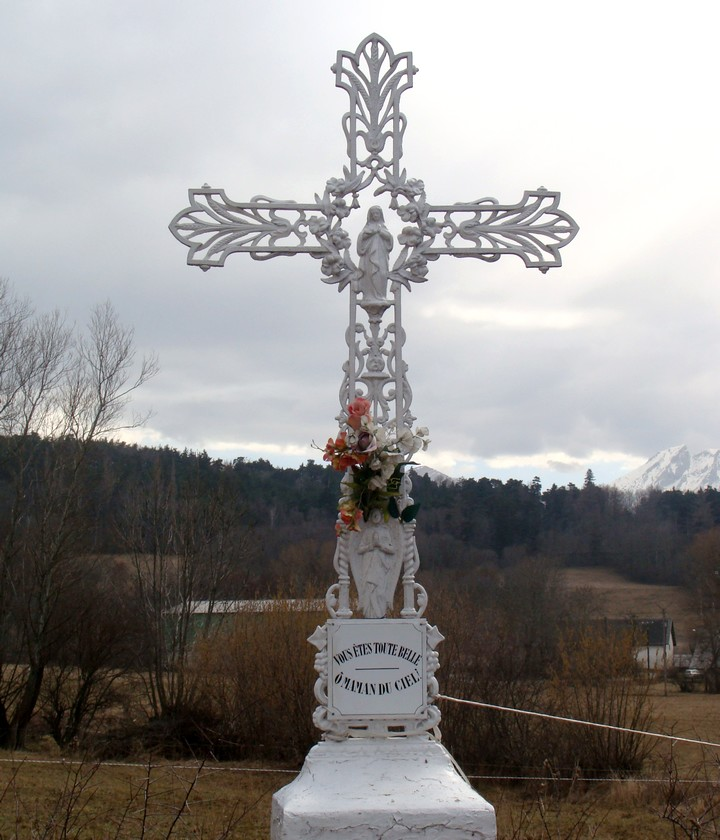
Крест
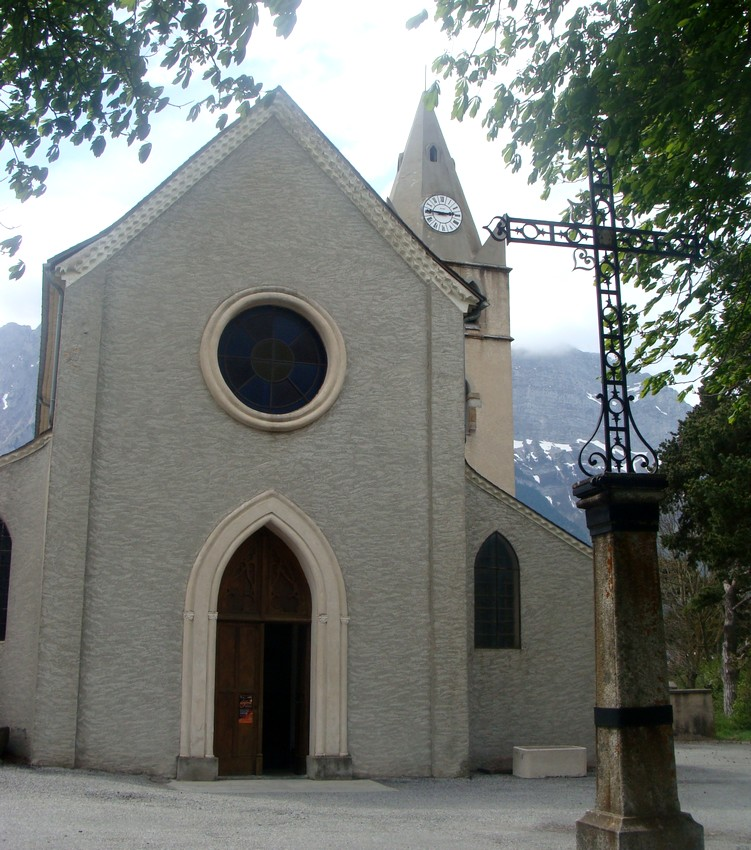
Церковь